# Haibutsu kishaku

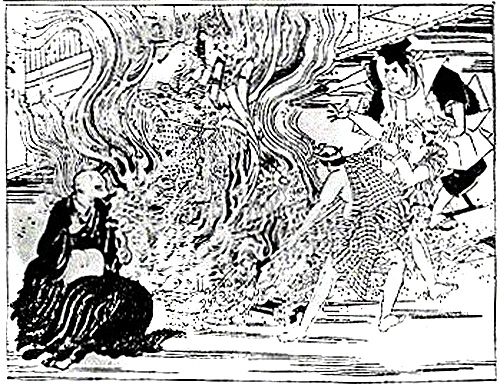
Die Verbrennung von Sutren während der Haibutsu kishaku

Haibutsu kishaku (japanisch 廃仏毀釈, wörtlich: „Buddhismus abschaffen und Shākyamuni zerstören“) ist ein Terminus, der eine immer wiederkehrende Strömung in der Geschichte Japans beschreibt, die zum Ziel hatte, den Buddhismus aus Japan zu verbannen. Eine besondere Bedeutung hat dieser Begriff in Bezug auf Geschehnisse während der Meiji-Restauration, in deren Folge viele buddhistische Tempel, Statuen und Schriftstücke zerstört wurden. Im Zuge dieser Ereignisse wurden viele buddhistische Geistliche in ein säkulares Leben gezwungen.